# Tosos (kommunhuvudort)
Tosos är en kommunhuvudort i Spanien.   Den ligger i provinsen Provincia de Zaragoza och regionen Aragonien, i den nordöstra delen av landet, 240 km öster om huvudstaden Madrid. Tosos ligger 612 meter över havet och antalet invånare är 224.
Terrängen runt Tosos är platt åt nordost, men åt sydväst är den kuperad. Runt Tosos är det mycket glesbefolkat, med 5 invånare per kvadratkilometer. Närmaste större samhälle är Cariñena, 12,9 km väster om Tosos. Omgivningarna runt Tosos är i huvudsak ett öppet busklandskap.